# San Lorenzo (métro de Madrid)
Pour les articles homonymes, voir San Lorenzo.
San Lorenzo est une station de la ligne 4 du métro de Madrid. Elle est établie sous l'avenue de la Barranquilla, dans le quartier de San Lorenzo, de l'arrondissement d'Hortaleza, à Madrid en Espagne.

## Situation sur le réseau
La station est située entre Mar de Cristal au sud, en direction de Argüelles et Parque de Santa María au nord-ouest, en direction de Pinar de Chamartín.
Elle possède deux voies et deux quais latéraux.

## Histoire
La station est ouverte le 15 décembre 1998, quand est mis en service un prolongement de la ligne entre Mar de Cristal et Parque de Santa María.

## Services aux voyageurs

### Accès et accueil
La station possède deux accès équipés d'escaliers et d'escaliers mécaniques, auxquels s'ajoute un accès direct par ascenseur depuis l'extérieur.

### Intermodalité
La station est en correspondance avec les lignes d'autobus no 72, 87 et N2 du réseau EMT.